# MetaBBS
MetaBBS(메타비비에스)는 GPL 라이선스의 오픈 소스 전자 게시판 시스템 프로그램이다. PHP로 작성되어 있고, 여러 데이터 베이스 형식을 지원한다. KLDP에서 주기적으로 릴리즈 되고 있으며, 2008년 8월 11일에 발표된 0.x 시리즈의 마지막 버전인 0.11 버전을 이은 보강판인 0.12 버전이 2009년 2월 17일에 발표되어 배포되고 있다.
MetaBBS는 XHTML 1.0 Strict 및 CSS를 이용한 구조적인 인터페이스를 특징으로 작성되고 있다. AJAX 및 RSS와 트랙백 등 최근의 게시판에 필요한 기능들을 담고 있다.